# Alpine Ski-Juniorenweltmeisterschaften 2006
Die 25. Alpinen Ski-Juniorenweltmeisterschaften fanden vom 2. bis 7. März 2006 in der kanadischen Provinz Québec statt. Austragungsorte waren die Wintersportgebiete Le Massif de Charlevoix und Mont Sainte-Anne.

## Männer

### Abfahrt
| Platz | Land | Sportler             | Zeit (min) |
| ----- | ---- | -------------------- | ---------- |
| 1     | USA  | Christopher Beckmann | 1:27,26    |
| 2     | AUT  | Romed Baumann        | 1:27,55    |
| 3     | CAN  | Stefan Guay          | 1:27,59    |
| 4     | SUI  | Beat Feuz            | 1:27,81    |
| 5     | CRO  | Natko Zrnčić-Dim     | 1:28,10    |
| 6     | SUI  | Mauro Caviezel       | 1:28,17    |

Datum: 2. März

Ort: Le Massif

### Super-G
| Platz | Land | Sportler             | Zeit (min) |
| ----- | ---- | -------------------- | ---------- |
| 1     | AUT  | Michael Sablatnik    | 1:11,81    |
| 2     | SLO  | Gašper Markič        | 1:11,85    |
| 3     | USA  | Andrew Weibrecht     | 1:11,87    |
| 4     | SUI  | Beat Feuz            | 1:12,02    |
| 5     | USA  | Christopher Beckmann | 1:12,12    |
| 6     | SWE  | Matts Olsson         | 1:12,18    |

Datum: 4. März

Ort: Le Massif

### Riesenslalom
| Platz | Land | Sportler        | Zeit (min) |
| ----- | ---- | --------------- | ---------- |
| 1     | CAN  | Stefan Guay     | 2:20,50    |
| 2     | FIN  | Petteri Kantola | 2:21,21    |
| 3     | SUI  | Carlo Janka     | 2:21,41    |
| 4     | AUT  | Michael Zach    | 2:21,80    |
| 5     | AUT  | Romed Baumann   | 2:22,16    |
| 6     | FRA  | Lucas Falcoz    | 2:22,20    |

Datum: 6. März

Ort: Mont Sainte-Anne

### Slalom
| Platz | Land | Sportler       | Zeit (min) |
| ----- | ---- | -------------- | ---------- |
| 1     | NOR  | Mikkel Bjørge  | 1:32,98    |
| 2     | AUT  | Romed Baumann  | 1:33,14    |
| 3     | SUI  | Sandro Viletta | 1:33,25    |
| 4     | ITA  | Stefano Gross  | 1:33,83    |
| 5     | USA  | Tim Kelley     | 1:34,16    |
| 6     | FRA  | Paul Paquin    | 1:34,43    |

Datum: 5. März

Ort: Mont Sainte-Anne

### Kombination
| Platz | Land | Sportler             | Punkte |
| ----- | ---- | -------------------- | ------ |
| 1     | AUT  | Romed Baumann        | 15,70  |
| 2     | SUI  | Mauro Caviezel       | 49,61  |
| 3     | CZE  | Kryštof Krýzl        | 60,88  |
| 4     | USA  | Andrew Weibrecht     | 61,32  |
| 5     | NOR  | Leif Kristian Haugen | 65,68  |
| 6     | USA  | Tim Kelley           | 75,11  |

Datum: 2./6. März
Die Kombination besteht aus der Addition der Ergebnisse aus Abfahrt, Riesenslalom und Slalom.

## Frauen

### Abfahrt
| Platz | Land | Sportlerin           | Zeit (min) |
| ----- | ---- | -------------------- | ---------- |
| 1     | SUI  | Marianne Abderhalden | 1:13,51    |
| 2     | AUT  | Anna Fenninger       | 1:13,61    |
| 3     | FRA  | Aurélie Revillet     | 1:14,18    |
| 4     | SUI  | Andrea Dettling      | 1:14,26    |
| 5     | LIE  | Tina Weirather       | 1:14,56    |
| 6     | ITA  | Camilla Borsotti     | 1:14,57    |

Datum: 3. März

Ort: Le Massif

### Super-G
| Platz | Land | Sportlerin       | Zeit (min) |
| ----- | ---- | ---------------- | ---------- |
| 1     | AUT  | Anna Fenninger   | 1:10,96    |
| 2     | ITA  | Camilla Borsotti | 1:11,78    |
| 3     | ITA  | Hilary Longhini  | 1:11,89    |
| 4     | AUT  | Stefanie Wopfner | 1:11,95    |
| 5     | USA  | Shona Rubens     | 1:12,06    |
| 6     | AUT  | Eva-Maria Brem   | 1:12,12    |

Datum: 5. März

Ort: Le Massif

### Riesenslalom
| Platz | Land | Sportlerin          | Zeit (min) |
| ----- | ---- | ------------------- | ---------- |
| 1     | LIE  | Tina Weirather      | 2:22,43    |
| 2     | GER  | Carolin Fernsebner  | 2:23,72    |
| 3     | AUT  | Eva-Maria Brem      | 2:23,76    |
| 4     | SLO  | Mateja Robnik       | 2:23,80    |
| 5     | FRA  | Taïna Barioz        | 2:23,93    |
| 6     | GER  | Viktoria Rebensburg | 2:24,16    |

Datum: 7. März

Ort: Mont Sainte-Anne

### Slalom
| Platz | Land | Sportlerin            | Zeit (min) |
| ----- | ---- | --------------------- | ---------- |
| 1     | SWE  | Maria Pietilä Holmner | 1:37,30    |
| 2     | AUT  | Katrin Triendl        | 1:37,98    |
| 3     | NOR  | Nina Løseth           | 1:38,76    |
| 4     | AUT  | Anna Fenninger        | 1:38,93    |
| 5     | SLO  | Matea Ferk            | 1:38,95    |
| 6     | USA  | Sterling Grant        | 1:38,98    |

Datum: 4. März

Ort: Mont Sainte-Anne

### Kombination
| Platz | Land | Sportlerin           | Punkte |
| ----- | ---- | -------------------- | ------ |
| 1     | AUT  | Anna Fenninger       | 24,49  |
| 2     | SUI  | Marianne Abderhalden | 57,07  |
| 3     | AUT  | Katrin Triendl       | 62,02  |
| 4     | FRA  | Taïna Barioz         | 69,44  |
| 5     | FRA  | Anne-Sophie Barthet  | 73,62  |
| 6     | USA  | Megan McJames        | 77,73  |

Datum: 3./7. März
Die Kombination besteht aus der Addition der Ergebnisse aus Abfahrt, Riesenslalom und Slalom.

## Medaillenspiegel
| Platz | Land               | Gold | Silber | Bronze | Gesamt |
| ----- | ------------------ | ---- | ------ | ------ | ------ |
| 1     | Österreich         | 4    | 4      | 2      | 10     |
| 2     | Schweiz            | 1    | 2      | 2      | 5      |
| 3     | Kanada             | 1    | –      | 1      | 2      |
| 3     | Norwegen           | 1    | –      | 1      | 2      |
| 3     | Vereinigte Staaten | 1    | –      | 1      | 2      |
| 6     | Liechtenstein      | 1    | –      | –      | 1      |
| 6     | Schweden           | 1    | –      | –      | 1      |
| 8     | Italien            | –    | 1      | 1      | 2      |
| 9     | Deutschland        | –    | 1      | –      | 1      |
| 9     | Finnland           | –    | 1      | –      | 1      |
| 9     | Slowenien          | –    | 1      | –      | 1      |
| 12    | Frankreich         | –    | –      | 1      | 1      |
| 12    | Tschechien         | –    | –      | 1      | 1      |